# Mario Bogarín
Mario Javier Bogarín Quintana (Mexicali, Baja California, 30 de abril de 1983) es un escritor, sociólogo, investigador y catedrático universitario mexicano especializado en estudios sobre la teoría estética del arte posmoderno y las culturas populares japonesas contemporáneas.

## Biografía
Estudió la Licenciatura en Ciencias de la Comunicación en la Universidad Autónoma de Baja California, entre 2001 y 2005. Cursó la Maestría en Estudios Socioculturales en la UABC y El Colegio de la Frontera Norte, de 2006 a 2008. Obtuvo el Doctorado en Ciencias Sociales por El Colegio de Michoacán en 2016, siendo su director de tesis el eminente investigador en semiótica y literatura Herón Pérez Martínez. 
Desde 2007 se desempeña como catedrático en la Facultad de Artes de la UABC. Notable por haber alcanzado el nombramiento de Profesor de Tiempo Completo en 2008 a los 25 años de edad, desarrollando diversas funciones administrativas y académicas desde entonces. Desde 2012 es Líder del Cuerpo Académico "Teorías Generales del Arte y Desarrollo de Proyectos", reconocido por la Secretaría de Educación Pública y que recibió el nivel de Cuerpo Académico Consolidado en 2025, y en 2011 coordinó la creación del programa educativo de Maestría en Artes, del que fue responsable al tiempo que fungió como Coordinador de Posgrado e Investigación  de 2011 a 2015. En 2023 asumió de nuevo dicho cargo para un segundo periodo de cuatro años.
Autor de ensayo y divulgación académica en revistas de Latinoamérica, Estados Unidos y Europa. Colaborador en el Periódico de Poesía de la UNAM, Argus-A, Observaciones Filosóficas, entre otras. También  es, entre varias obras más, uno de los coautores del libro Margen al centro. Nuevas vertientes de la poesía ibero/americana contemporanea (Peter Lang, Suiza, 2018), bajo la coordinación de Rogelio Guedea. Entre 2009 y 2016 fue director de la revista arbitrada Societarts, adscrita a la UABC, coeditó junto a Heriberto Yépez un número especial de la Revista de Literatura Mexicana Contemporánea de la Universidad de Texas en El Paso, y fue miembro consultivo del Consejo Editorial de Cuadernos CANELA, revista publicada por la Confederación Académica Nipona, Española y Latinoamericana, con sede en Kioto, Japón. Ha sido traductor del inglés al español del poeta y teórico del arte Charles Bernstein en una compilación aparecida en el año 2012. Ha escrito cédulas y textos de sala para numerosos artistas plásticos internacionales y presentado un par de exposiciones colectivas y una individual en el campo de las artes visuales. Así mismo, colaboró con el prólogo para el catálogo de la exposición La imagen que resta, de la artista española Tatiana Abellán. En 2015 fue alumno del profesor John W. Dower en su prestigiado curso Visualizing Japan, ofrecido por el Instituto de Tecnología de Massachusetts (MIT). Además, en 2020 realizó una estancia en el Programa de Verano en Estudios Culturales Japoneses en el Sainsbury Institute of Japanese Arts and Cultures de la University of East Anglia, Reino Unido.

## Obra
Su trabajo cultiva dos líneas de investigación enmarcadas en áreas correspondientes a los estudios de estética, antropología cultural y sociología del arte: a) los estudios de estética teórica para la generación de modelos originales de análisis, y b) el estudio de la influencia de la cultura japonesa en la cultura occidental contemporánea, con énfasis en México, para encontrar los puntos de contacto entre estas dos civilizaciones en el contexto de la globalización. En ambos casos ha tenido entre sus influencias a filósofos del Círculo de Eranos así como de la Escuela de Kioto, muchos de cuyos conceptos pueden rastrearse a lo largo de su obra en el campo de la estética como un intento de aportación original a esta disciplina. 
Es autor de una línea  de investigación que indaga en el surgimiento conceptual e histórico del kitsch y su orientación como un dispositivo simbólico más allá de sus tradicionales implicaciones políticas y más cercano a la relación con la experiencia pura en el marco de los juegos de la cultura. Sus investigaciones parten del concepto de imaginario para trabajar el análisis de los distintos fenómenos de la cultura popular así como de la historia de los conceptos estéticos que aborda en sus obras. Este conjunto de aproximaciones teóricas se nutre de las ideas de autores que han resultado fundamentales para su trabajo, como Gaston Bachelard, Walter Benjamin, Mircea Eliade, Johan Huizinga, Kitaro Nishida, Keiji Nishitani, Gilbert Durand, James Hillman, Susan Sontag, Celeste Olalquiaga o Andrés Ortiz-Osés, por quien fue convocado en 2019 para realizar una reedición y compilación de cuatro libros de su autoría, incluyendo uno inédito, con apoyo de la UABC.
Ha dirigido dos docenas de tesis de licenciatura, maestría y doctorado, niveles en donde ha impartido diversos cursos entre los que destaca como titular de las unidades de aprendizaje "Críticas Sociales del Arte", "Contextualización de Occidente", “Estructura y Funciones del Concepto de Kitsch”, “Teorías Clásicas del Arte”, “Crítica del Discurso Artístico”, "Tradición y Costumbre", “Teorías del Imaginario Artístico” o "Biopolítica y Formas de Diferenciación Social". Entre 2021 y 2023 fue anfitrión del programa radiofónico Conciencia Cultural, auspiciado por el sistema La Radio del Colmich, perteneciente a El Colegio de Michoacán como parte de los estímulos a la difusión del conocimiento por parte de los Centros Públicos de Investigación en México.
En el ámbito literario ha publicado cuento y ensayo en diversas publicaciones nacionales e internacionales y formó parte de los talleres literarios de Martín Solares, Anamari Gomís, Ignacio Betancourt, Guadalupe Dávila o Jorge Alvarado. De 2006 a 2015 fue miembro permanente del ciclo de conferencias sobre literatura Los Imprescindibles convocado por el Instituto de Cultura de Baja California, donde también se desempeñó como evaluador para el Programa de Acciones Culturales Multilingües y Comunitarias (PACMyC). Además, en 2012 fue nombrado miembro del Consejo Consultivo del Centro de Estudios y Apreciación Literaria de la UABC, donde colaboró en el desarrollo de la revista literaria Pórtico, de cuya segunda etapa es responsable editorial desde el año 2025.

## Reconocimientos
Mario Bogarín es Miembro del Sistema Nacional de Investigadores de México con nombramiento de Investigador Nacional Nivel I desde 2018, y ha sido invitado por instituciones de educación superior en México, Sudamérica y Japón para colaborar con la difusión de su obra teórica. Obtuvo Mención Honorífica en el 9.º. Concurso Nacional de Poesía "María Luisa Moreno", y ha sido seis veces ganador de la Selección Anual del Libro Universitario UABC, del Concurso Regional de Cuento del Noroeste (ICS-UNISON), del Premio Nuevos Valores Universitarios de la UABC, de la Convocatoria Estatal de Proyectos de Investigación y del Programa de Fortalecimiento a Cuerpos Académicos de la Secretaría de Educación Pública. Igualmente ha ganado el reconocimiento por parte de columnistas de diarios locales por su libro de 2015, Elogio de lo inacabado y su obra está citada en casi una centena de tesis y publicaciones en el mundo. Recibió el Reconocimiento al Mérito Académico de la Universidad Autónoma de Baja California en el área de Actividades Artísticas 2023 "por su destacada trayectoria académica y su contribución a la generación de conocimiento sobre el arte y la cultura México-Japón, así como sus notables aportaciones derivadas del estudio de la estética del arte y la cultura contemporáneas".
Es miembro de distintas redes e instituciones, como The Japan Society (Londres), The Modern Japan History Association (Canberra-Nagoya), el Seminario Permanente de Investigación de Arte y Cultura México-Japón del Centro Nacional de Investigación, Documentación e Información de Artes Plásticas del Instituto Nacional de Bellas Artes y Literatura, el Círculo de Estudios Sobre Subculturas Japonesas en México y el Seminario Permanente sobre Japón e Imaginarios Transculturales de la Escuela Nacional de Antropología e Historia, la Asociación Latinoamericana de Estudios de Asia y África, el sistema Performance Philosophy (Praga), la Red Iberoamericana de Investigadores en Anime y Manga (Buenos Aires), la Asociación de Estudios Japoneses en España (Zaragoza), miembro del Registro CONACYT de Evaluadores Acreditados (RCEA), miembro evaluador del Programa de Desarrollo Profesional Docente en Educación Superior (PRODEP) de la SEP y la Red Internacional de Investigadores en Ciencias Sociales y Humanidades (Universidad Autónoma de Baja California Sur – Arizona State University – Université Sorbonne Nouvelle), así como evaluador de proyectos para la Secretaría de Educación de Baja California, la Academia Mexicana de Ciencias, el Consejo Nacional de Ciencia y Tecnología, la Universidad de Oxford (Inglaterra), el International Research Center for Japanese Studies-Nichibunken (Japón), entre otras.

## Libros publicados
- Interdisciplina y transformación simbólica del arte, 2012 (ISBN: 978-607-607-075-6).
- Saberes de la imaginación, 2012 (ISBN: 978-607-607-076-5) .
- Otakus bajo el sol. La construcción sociocultural del fanático de manga y anime en Mexicali, 2012 (ISBN: 978-607-607-104) .
- Vamos viendo: Devaneos desde la academia sobre el objeto-cine (Coordinador), 2013 (ISBN: 978-607-607-169-4).
- Elogio de lo inacabado, 2015 (ISBN: 978-607-607-241-7).
- Estéticas liminales. Marcos teóricos para comprender nuevas fenomenologías artísticas (En coautoría con Heriberto Yépez), 2015 (ISBN: 978-607-607-304-9).
- Piensos, ensambles y otras moviolas. Reflexiones interdisciplinarias en torno al fenómeno cinematográfico (Coordinador), 2017 (ISBN: 978-607-607-371-1).
- Cámara adentro (Coordinador), 2018 (ISBN: 978-1-947921-25-2).
- Kitsch y lapidario, 2019 (ISBN: 978-607-607-536-4).
- La construcción del imaginario sobre Japón en la literatura mexicana contemporánea, 2019 (ISBN: 978-607-607-567-8).
- Corte a: Reflexiones sobre el presente cinematográfico (Coordinador), 2019 (ISBN: 978-1-947921-48-1).
- Teratologías del texto. Las expresiones del imaginario japonés en las novelas de Mario Bellatin, 2019 (ISBN: 978-1-947921-51-1).
- La revisión del mundo. Sentido tragicómico de la existencia, 2020 (ISBN: 978-607-607-620-0).
- El secreto de existir, 2020 (ISBN: 978-607-607-619-4).
- Filosofía del amor. La urdimbre de la vida, 2020 (ISBN: 978-607-607-621-7).
- El amor y la muerte, 2020 (ISBN: 978-607-607-622-4).
- Esos trazos nuestros. Entrevistas a cinco artistas de la plástica bajacaliforniana, 2021.
- El placer de ver (Coordinador), 2023 (ISBN: 978-607-607-902-7).
- En pos de la poética. Aproximación a algunas sensibilidades olvidadas, 2023 (ISBN: 978-607-607-819-8).
- Vistas, visiones y visionados (Coordinador), 2024 (ISBN: 978-607-607-898-3).
- El fin del cine y otras cuestiones incómodas (Coordinador), 2024 (ISBN: 978-1-947921-86-3).
- Cine liquido: Análisis y reflexiones sobre un medio cambiante (Coordinador), 2024 (ISBN: 978-607-607-982-9).
- A donde fui no volvería. Textos sobre estética al borde del ensayo crítico, 2025 (ISBN: 978-607-607-958-4).
- Hermenéutica filosófica y humanidades, de Mauricio Beuchot (Editor y próloguista), 2025 (En prensa).
- Anime, manga y religión, 2025 (En prensa).